# Touch (serie televisiva)
Touch è una serie televisiva statunitense creata da Tim Kring e trasmessa dal 2012 al 2013 per due stagioni su Fox.
In Italia la serie è trasmessa dal canale satellitare Fox dal 20 marzo 2012; l'episodio pilota è stato poi trasmesso in chiaro da Cielo il 21 aprile 2012, mentre il resto della serie è andato in onda dal 16 marzo 2014 su Giallo.

## Trama
Martin Bohm è un ex giornalista che, dopo la morte della moglie negli attacchi terroristici dell'11 settembre, si ritrova improvvisamente vedovo e in difficoltà nel curare il figlio undicenne, apparentemente autistico, con cui non riesce a comunicare. La vita di Martin cambia quando casualmente scopre la propensione del figlio per i numeri, grazie ai quali riesce a vedere cose che nessun altro può vedere, e scopre che Jake potrebbe far parte delle 36 "persone giuste" del mondo . Grazie all'aiuto del professor Arthur Teller, un esperto di bambini dotati, e dell'assistente sociale Clea Hopkins, Martin deve decifrare le serie di numeri e le interconnessioni che hanno con altre persone nel mondo.

## Episodi
| Stagione         | Episodi | Prima TV USA | Prima TV Italia |
| ---------------- | ------- | ------------ | --------------- |
| Prima stagione   | 13      | 2012         | 2012-2013       |
| Seconda stagione | 13      | 2013         | 2013            |

## Personaggi e interpreti

### Personaggi principali
- Martin Bohm (stagione 1-2), interpretato da Kiefer Sutherland, doppiato da Massimo Rossi.
È un ex giornalista che ora lavora in aeroporto come trasportatore di bagagli, per mantenere il figlio autistico, dopo che la moglie è deceduta negli attacchi dell'11 settembre.
- Jacob "Jake" Bohm (stagione 1-2), interpretato da David Mazouz, doppiato da Riccardo Suarez.
È il figlio di Martin, un bambino autistico e muto, ossessionato dai numeri, grazie ai quali riesce a prevedere eventi futuri.
- Clea Hopkins (stagione 1), interpretata da Gugu Mbatha-Raw, doppiata da Claudia Razzi.
È un'assistente sociale che deve valutare se Martin è adatto al mantenimento e allo sviluppo del figlio.
- Professor Arthur Teller (stagione 1), interpretato da Danny Glover, doppiato da Elio Zamuto.
È un professore, uno dei pochi esperti rimasti di bambini con doni speciali. Possiede il dono della chiaroveggenza numerica.
- Lucy Robbins (stagione 1-2), interpretata da Maria Bello, doppiata da Monica Ward (stagione 1) e da Laura Romano (stagione 2).
- Calvin Norburg (stagione 2), interpretato da Lukas Haas, doppiato da Alessandro Quarta.
- Guillermo Ortiz (stagione 2), interpretato da Saïd Taghmaoui.
- Amelia "Amy" Robbins (stagione 1-2), interpretata da Saxon Sharbino, doppiata da Elena Liberati.

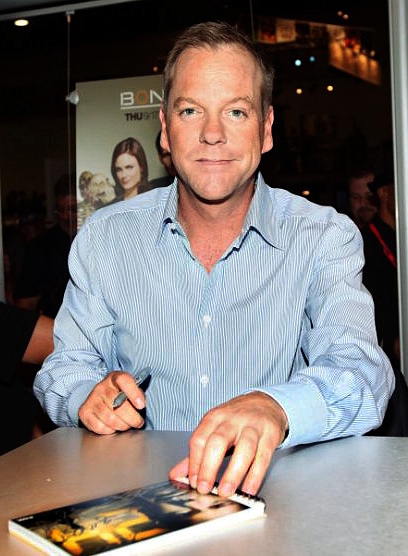
Kiefer Sutherland interpreta Martin Bohm
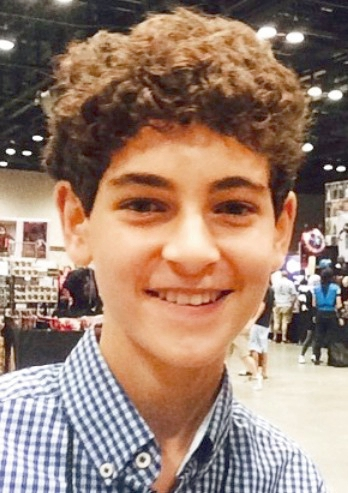
David Mazouz interpreta Jake Bohm
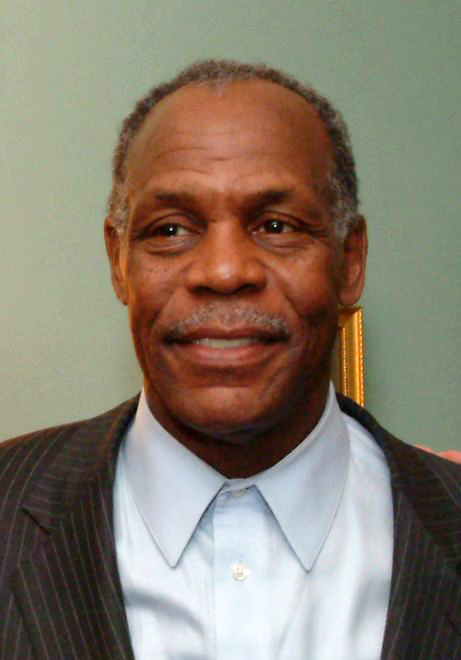
Danny Glover interpreta Arthur Teller
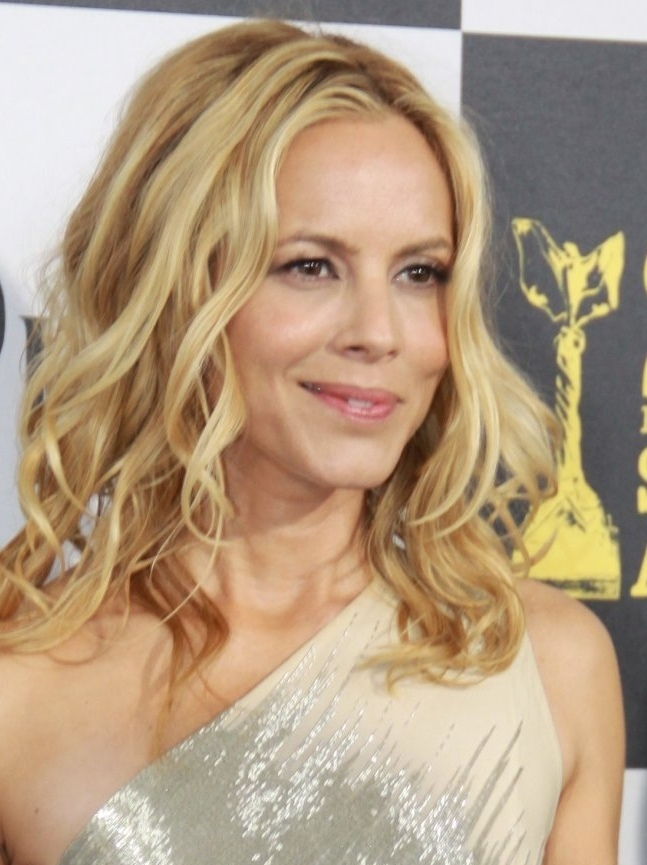
Maria Bello interpreta Lucy Robbins
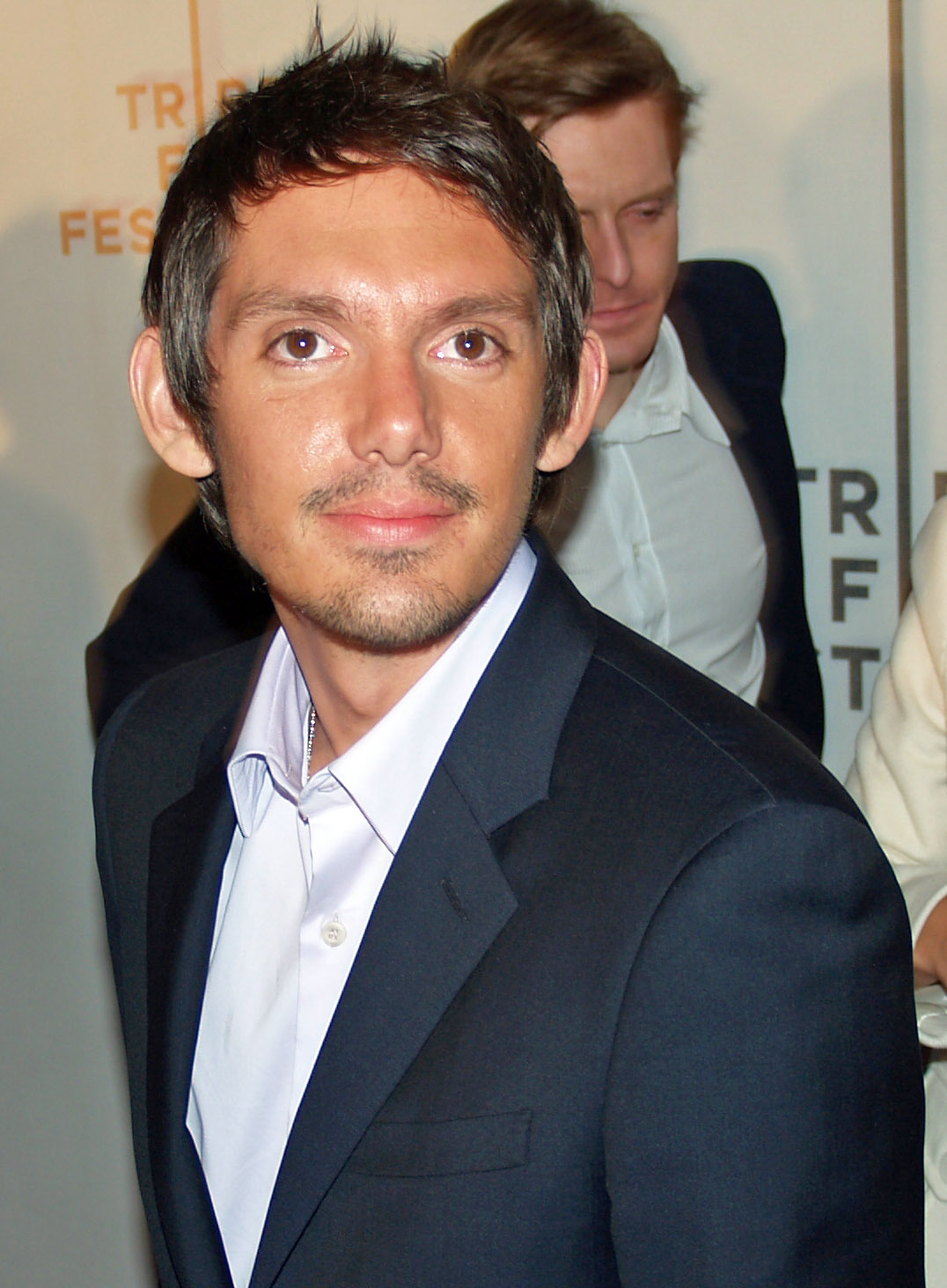
Lukas Haas interpreta Calvin Norburg
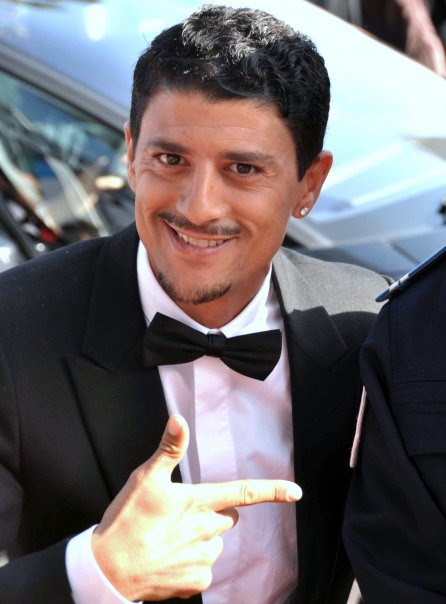
Saïd Taghmaoui interpreta Guillermo Ortiz

### Personaggi secondari
- Sheri Strepling (stagione 1), interpretata da Roxana Brusso, doppiata da Antonella Giannini.
È una ex motociclista, direttrice dell'istituto dov'è in cura Jake.
- Abigail Kelsey (stagione 1), interpretata da Catherine Dent, doppiata da Roberta Greganti.
- Avram (stagioni 1-2), interpretato da Bodhi Elfman, doppiato da Alberto Bognanni.
- Randall Meade (stagione 1), interpretato da Titus Welliver, doppiato da Francesco Prando.
- Miyoko e Izumi (stagione 1), interpretate da May Miyata e Satomi Okuno.
- Trevor Wilcox (stagione 2), interpretato da Greg Ellis, doppiato da David Chevalier.
- Frances (stagione 2), interpretata da Linda Gehringer.
- Nicole Farington (stagione 2), interpretata da Frances Fisher.
CEO della Aster Corps.
- Tony Rigby (stagione 2), interpretato da Adam Campbell, doppiato da Francesco Pezzulli.

## Produzione
Nel gennaio 2011 la Fox ordina l'episodio pilota di Touch, scritto da Tim Kring e diretto da Francis Lawrence, che figura anche tra i produttori esecutivi della serie. In seguito inizia il casting: il 22 febbraio viene annunciato l'ingaggio di Kiefer Sutherland come protagonista della serie; nel mese di giugno Danny Glover, Gugu Mbatha-Raw e il giovane David Mazouz si aggiungono al cast per gli altri ruoli principali.
Il 22 settembre 2011 la Fox ha ordinato un'intera stagione della serie, composta da 12 episodi. L'episodio pilota ha debuttato in anteprima nei palinsesti statunitensi il 25 gennaio 2012, mentre gli episodi successivi sono trasmessi a partire dal 22 marzo 2012.
Il 9 maggio 2012, Fox ha rinnovato la serie per una seconda stagione, trasmessa dall'8 febbraio 2013. Il 9 maggio 2013 il network Fox annuncia la cancellazione della serie dopo due stagioni.

## Accoglienza
L'episodio pilota di Touch ha totalizzato 12,01 milioni di telespettatori negli Stati Uniti, ottenendo un rating/share del 3,9/10 nella fascia di riferimento 18-49 anni.

## Webserie

### Daybreak
Il 31 maggio 2012 debutta Daybreak, webserie ideata da Tim Kring e Raven Metzner, e diretta da Jon Cassar. Realizzata con intenti promozionali dalla AT&T, Daybreak è uno spin-off di Touch: pur non essendo strettamente legata alla serie madre, essa prende spunto dal dodecaedro già apparso in Touch e ne dipana una nuova storyline. Protagonisti dei primi 5 webisodi sono Ryan Eggold, Ryan McPartlin e Sarah Roemer. Attraverso il sito web di Daybreak, gli spettatori possono interagire direttamente con le trame della webserie. Al 2021 il sito web della webserie non è più online.